# Chirotica atricauda
Chirotica atricauda là một loài tò vò trong họ Ichneumonidae.